# Ruitpythons
Ruitpythons (Morelia) zijn een geslacht van slangen uit de familie pythons (Pythonidae).

## Naam en indeling
De wetenschappelijke naam van de groep werd voor het eerst voorgesteld door John Edward Gray in 1842. Tot 2014 werden er twaalf soorten in dit geslacht geplaatst, maar de meeste daarvan, waaronder Morelia amethistina, worden tegenwoordig in het geslacht Simalia geplaatst. Tegenwoordig telt het geslacht vijf soorten, waaronder Morelia azurea, die lange tijd in het geslacht Chondropython werd geplaatst.
Het geslacht omvat de volgende soorten, met de auteur en het verspreidingsgebied.
| Naam                                | Auteur         | Verspreidingsgebied |
| ----------------------------------- | -------------- | --- |
| Morelia azurea                      | Meyer, 1874    | Papoea-Nieuw-Guinea |
| Morelia bredli                      | Gow, 1981      | Australië (Noordelijk Territorium)                                                                                      |
| Morelia carinata                    | Smith, 1981    | Australië (West-Australië)                                                                                              |
| Ruitpython (Morelia spilota)        | Lacépède, 1804 | Australië (New South Wales, Noordelijk Territorium, Queensland, Victoria, West-Australië, Zuid-Australië), Nieuw-Guinea |
| Groene boompython (Morelia viridis) | Schlegel, 1872 | Australië (Queensland), Indonesië, Papoea-Nieuw-Guinea                                                                  |

## Uiterlijke kenmerken
Ruitpythons worden ongeveer 1,5 tot bijna vier meter lang. De kleuren zijn heel verschillend, de ruitpython heeft een bruine kleur met een donkere nettekening terwijl de groene boompython een groene kleur heeft. De juvenielen van deze soort zijn helder geel of soms helder rood van kleur.

## Verspreiding en habitat

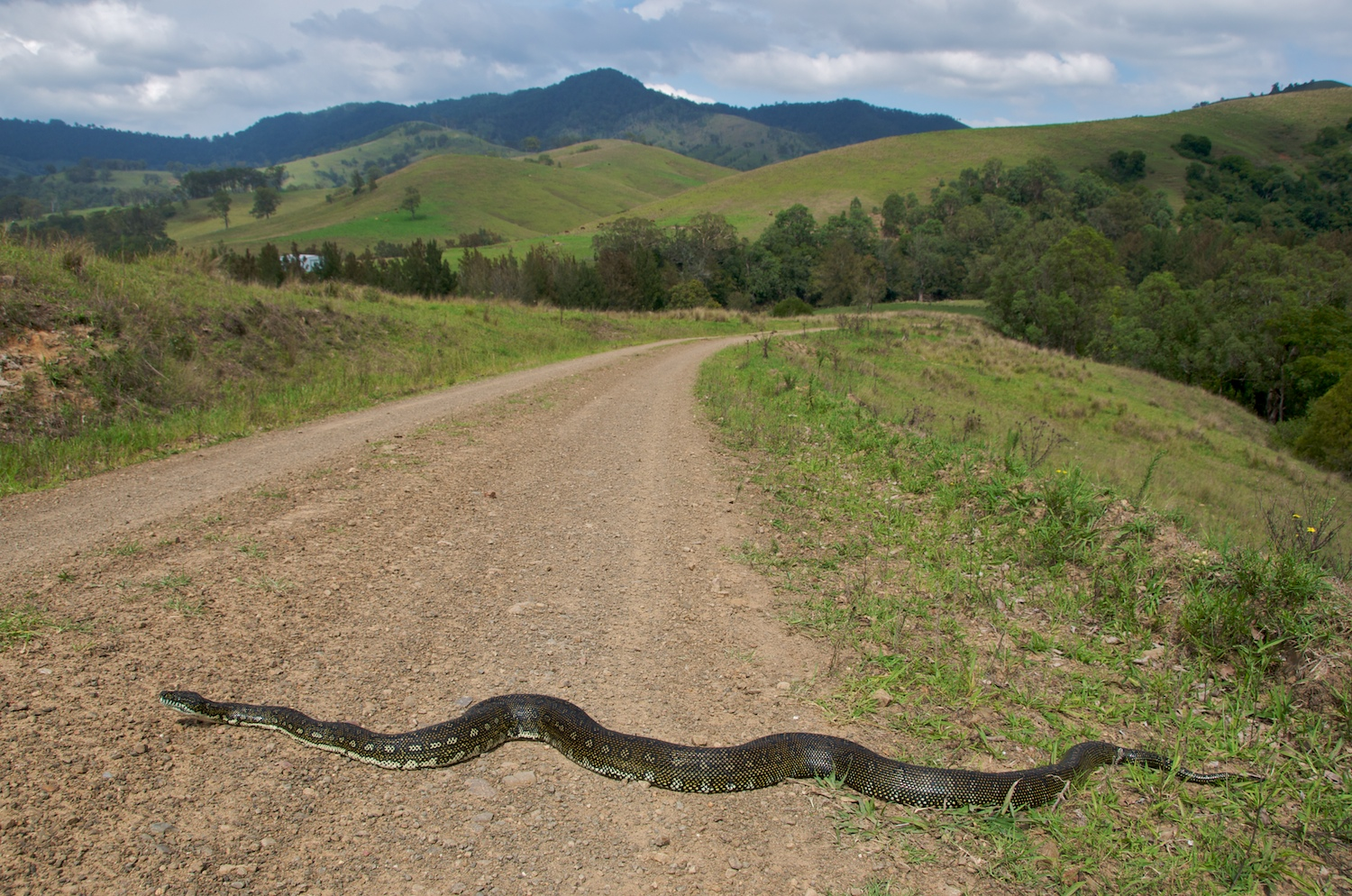
Ruitpython (Morelia spilota) steekt een weg over in Australië (New South Wales)

De soorten komen voor in delen van Azië en Australië en leven in de landen Indonesië, Papoea-Nieuw-Guinea en Nieuw-Guinea. Binnen Australië komen de soorten voor in de deelstaten New South Wales, Noordelijk Territorium, Queensland, Victoria, West-Australië en Zuid-Australië.
De habitat bestaat uit droge tropische en subtropische bossen, vochtige tropische en subtropische laaglandbossen en tropische en subtropische scrubland.

## Beschermingsstatus
Door de internationale natuurbeschermingsorganisatie IUCN is aan vier soorten een beschermingsstatus toegewezen. Alle soorten worden beschouwd als 'veilig' (Least Concern of LC).